# パンチャン
- パンチャン
- バンチャン

パンチャン（飯饌、朝鮮語: 반찬、朝鮮語発音: [pantɕʰan]）は朝鮮料理でご飯と一緒に食べる料理で、日本でいうおかずに相当する。 最も代表的なパンチャンにはキムチがある。バンチャンと表記されることもある。

## 歴史
パンチャンが野菜中心の小皿料理なのは、三国時代中期頃の仏教的影響により、肉を食べることを禁じていたことによる。このように、肉を含む料理の禁止により、野菜ベースの料理が目立つようになり、朝鮮料理の中心となった。
しかしモンゴルの高麗侵攻により食肉禁止が解かれ現在に至っている。

## 種類
- 漬物類：キムチ（白菜キムチ、水キムチ）、チャンアチ、チキンムなど
- 炒め物：キムチ炒め、豚肉炒め など